# مورن لانگ
مورن لانگ (به لاتین: Morne Longue) یک منطقهٔ مسکونی در گرنادا است که در Saint Andrew Parish, Grenada واقع شده‌است.